# Marele concert
Marele concert (titlul original: în rusă Большой концерт, transliterat: Bolșoi conțert) este un film-concert sovietic, realizat în 1951 de regizoarea Vera Stroeva, protagoniști fiind actorii Galina Ulanova, . 

## Rezumat
Fermierii colhoznici vin la Moscova pentru un spectacol muzical la Teatrul Bolșoi. După reprezentație, spectatorii recunoscători invită artiștii teatrului, la sărbătorirea a 20 de ani de la înființarea colhozului Pobeda. La sărbătoare, onorații invitați admiră cântecele tinerilor colhoznici Ufimțev și Natașa Zvanțeva. În toamnă, amândoi intră la Conservatorul din Moscova...
Încadrat de un subiect simplu, filmul arată adevărate capodopere ale operei și baletului Bolșoi, din prima jumătate a secolului XX. Sunt prezentate fragmente din capodoperele ruse precum Cneazul Igor, Evgheni Oneghin, Ivan Susanin, Lacul lebedelor și Romeo și Julieta.

## Distribuție
- Galina Ulanova – Julieta
- Ivan Kozlovski – Vladimir
- Maksim Mihailov – Konciak, hanul poloveț
- Aleksandr Pirogov – Cneazul Igor
- Mark Reizen – Ivan Susanin
- Asaf Messerer –
- Igor Belski – apare în Dansul săbiilor
- Marina Semionova – Odette / Odile (din baletul Lacul lebedelor)
- Evghenia Smolenskaia – Iaroslavna („Cneazul Igor”)
- Maia Plisețkaia – Odette / Odile
- Valeria Barsova – gazda oaspeților la Teatrul Bolșoi
- Ksenia Derjinskaia – profesoara la conservator
- Olga Lepeșinskaia – Olga Aleksandrovna
- Mihail Gabovici – Romeo (din baletul „Romeo și Julieta)”
- Vera Davîdova – interpreta „Трудовая песня” (Cântec de muncă)
- Aleksei Ermolaev – Tibald din „Romeo și Julieta”
- Serghei Koren – Mercuțio din „Romeo și Julieta”
- Maria Maksakova – cântecul „Чернобровый, черноокий” (Sprâncene negre)
- Serghei Migai – membru al comisiei de admitere a conservatorului
- Nikolai Ozerov – membru al comisiei de admitere a conservatorului
- Vasili Makarov – Konstantin Timofeevici
- Vladimir Preobrajenski – Siegfried (perechea Marinei Semionova)
- Aleksandr Plotnikov – Kornei Ivanovici, miciurinist la fermă
- Aleksandr Radunski – coreograf
- Gheorghi Farmanianț –
- Elena Cikavaidze – în scena „Dansuri polovțiene” din opera „Cneazul Igor”
- Larisa Avdeeva –
- Anatoli Degtiar – președintele colhozului
- Maria Zvezdina – Natașa Zvanțeva
- Evghenia Iliușenko – acordeonista Jenia
- Aleksandr Lapauri – Paris din „Romeo și Julieta”
- Aleksandr Ognivțev – Ufimțev
- Тihon Cerniakov –
- Vera Vasileva – colhoznica Liza
- Liudmila Șagalova – colhoznica Katia

- Orchestra și corul Teatrului Bolșoi din Moscova, dirijat de Aleksandr Melik-Pașaev

## Muzică din film
În film sunt inserate piese muzicale din folclorul tradițional rus cât și părți din opere și balet renumite ale compozitorilor ruși, interpretate pe scena Teatrului Bolșoi:
- Cneazul Igor, operă de compozitorul Borodin
  - Dansurile polovțiene[2]
- Evgheni Oneghin operă de Piotr Ilici Ceaikovski
- Ivan Susanin operă de Mihail Glinka
- Lacul lebedelor balet de Piotr Ilici Ceaikovski
- Romeo și Julieta balet de Serghei Prokofiev
- cântece din folclorul rus

## Lansare
A fost lansat în anul 1951 și a avut parte de mare succes comercial, fiind vizionat de 16,9 milioane de spectatori în cinematografele din Uniunea Sovietică.
În România premiera filmului a avut loc la data de 10 decembrie 1951 la cinematografele „I.C.Frimu”, „Republica”, „Alex. Popov”, „Moșilor”, „Volga” „V. Roaită”, „Flacăra” și „Arta” din capitală.